# Kameni krug
Kameni krug je naziv za površinu kružnog obliku, obrubljenu s neparnim brojem uzdignutih stijena, te koje najčešće sadrže grobne jame ili komore. Kameni krugovi najčešće datiraju iz britanskog kasnog neolita / ranog brončanog doba, tj. oko 3000-1500. pr. Kr. Arheološki dokazi, zajedno s podacima vezanim uz astronomiju, geologiju i matematiku sugerira kako je svrha izgrdanje kamenih krugova bila vezana uz vjerovanja prahistorijskih ljudi, a njihova izgradnja može dati neke podatke o drevnom inženjerstvu, društvenoj organizaciji i religiji. Njihova je točna funkcija, međutim, nepoznata, i vjerojatno će uvijek biti predmetom rasprava.
Ne trebaju se miješati s hengevima ili izoliranim monolitima, iako su takve karakteristike često mogu pronaći na istom mjestu. Niti bi se trebali miješati s ranijim prstenovima, kao što je Gosečki krug u Saska-Anhaltu, koji je mogao služiti u iste religijske/kalendarske/astronomske svrhe, ali u ranijoj epohi. 

## Vanjske poveznice
- Megalithia.com, website with photographs and information about stone circles and other megalithic monuments.
- The Megalith Map
- Dolmens, Menhirs & Stones-Circles in the South of France
- Stone Pages, a web guide to Europe's megaliths.
- Pretanic World - Megaliths and Monuments